# Ludolf von Holte
Ludolf von Holte († Juni 1247) war seit 1226 Bischof von Münster.

## Familie
Er entstammte dem Osnabrücker Edelherrengeschlecht derer von Holte mit dem Stammsitz Holter Burg. Der Vater war Wilhelm Edelherr von Holte. Der Name der Mutter ist nicht bekannt. Sein Bruder Hermann war Dompropst von Merseburg sowie Abt von Corvey. Adolf wurde Nachfolger des Vaters. Wilhelm war Dompropst in Münster und Osnabrück. Wigbold war zunächst verheiratet und ging später ins Kloster. Seine ehemalige Frau wurde Äbtissin von Bersenbrück. Deren Söhne waren Wilhelm (Bischof von Münster) und Wigbold (Erzbischof von Köln). Die Schwester Ludolfs Jutta war Äbtissin in Nottuln.

## Anfänge der Herrschaft
Ludolf war ab 1212 Domherr in Münster. Später war er Propst in Friesland. Nachdem Bischof Dietrich III. von Isenberg wegen seiner Beteiligung am Mord an Engelbert I. von Köln suspendiert worden war, wurde Ludolf vom Domkapitel zum Bischof gewählt.
Seine Amtszeit begann sofort mit Kämpfen gegen die aufständischen Friesen. Ihr Ziel war es, die Durchsetzung der münsterschen Gerichtsbarkeit zu verhindern. Der Streit entzündete sich insbesondere am Sühnegeld für einen ermordeten Priester. Obwohl Ludolf selbst nach Friesland reiste, hatte er in diesem Konflikt keinen Erfolg. Beruhigung trat ein, als Ludolf Eigenmächtigkeiten seiner Beamten ahndete und damit ein besseres Verhältnis zur Bevölkerung erreichte.
Im westfälischen Raum ging Ludolf gegen die Mörder des Kölner Erzbischofs und deren Anhänger vor. Mit Graf Dietrich von Kleve schloss Ludolf 1231 ein Bündnis.

## Außenpolitik
Auf Befehl des Papstes kämpfte er 1234 zusammen mit dem Erzbischof von Bremen Gebhard II. zur Lippe in einem Kreuzzug gegen die Stedinger Bauern, denen man vorwarf, die Neueinführung heidnischer Kulte anzustreben. Ludolf folgte dem nur widerstrebend, weil es den Bauern nicht um heidnische Kulte ging, vielmehr hatten sie wirtschaftliche Klagen gegen den Erzbischof von Bremen.
Im Jahr 1237 trat Ludolf im Auftrag des Papstes als Vermittler zwischen der Stadt Bremen und dem Erzbischof sowie dem Domkapitel auf.
Das Verhältnis zum Kölner Erzbischof Konrad von Hochstaden war zunächst gespannt, später besserte es sich. Er unterstützte diesen bei dessen Fehde gegen den Grafen von Jülich und weihte ihn 1239 zum Priester und Bischof. In der neuen Fehde des Erzbischofs mit Jülich stand Ludolf auf Seiten des Grafen. Im Jahr 1243 gab Ludolf alle Güter des Bistums jenseits des Rhein Heinrich von Limburg zu Lehen.
Im Jahr 1246 verbündete sich Ludolf auch mit dem Edelherren Bernhard zur Lippe. Dieses Bündnis war gegen alle möglichen Feinde mit Ausnahme des Erzbischofs von Köln gerichtet.
Eine Rolle in der Reichspolitik spielte Ludolf kaum.

## Innere Politik
Im Inneren des Bistums brach Ludolf 1242 die Macht der Meinhövel und stärkte damit die Position der Bischöfe. Zur Sicherung seiner Position ließ er in der Nähe der Hauptstadt die Burg Wolbeck errichten. Außerdem verlieh Ludolf Beckum, Warendorf, Telgte und Ahlen die Stadtrechte. Am 7. Januar 1247 gestattete er den Bau einer Filialkirche in Snedwinkele, woraus die Gemeinde Neuenkirchen entstand. Außerdem bevorzugte Ludolf Ministeriale, die ihm zuverlässiger schienen als dynastische Adelige. Den bischöflichen Amtsträgern wie Drosten, Kämmerern oder Mundschenken wurde verboten, ohne Zustimmung des Landesherren die Ämter zu verkaufen.
Mit dem Bischof von Osnabrück Engelbert I. von Isenberg schloss Ludolf 1245 ein Bündnis, das alle fünf Jahre erneuert werden sollte. Inhalt war, dass die Städte Münster und Osnabrück keine Hörigen der Bischöfe ohne deren ausdrückliche Zustimmung aufnehmen durften. Daraufhin schlossen die beiden Städte ihrerseits ein Bündnis, dem sich weitere Städte anschlossen.

## Förderung geistlichen Lebens

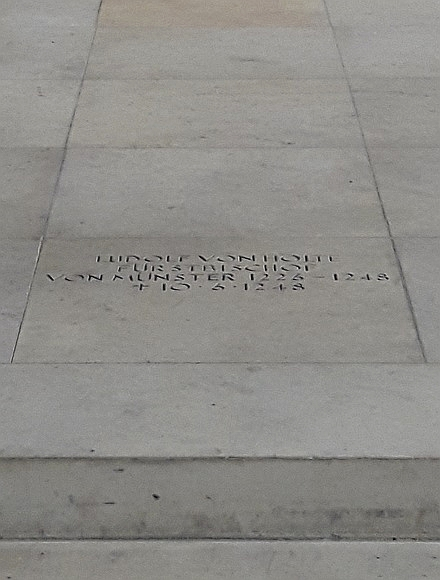
Grab von Bischof Ludolf von Holte im Altarraum des Domes zu Münster/Westfalen, Deutschland

Der Bischof versuchte, das geistliche Leben durch die unter ihm urkundlich erstmals nachweisbaren Diözesansynoden zu intensivieren. Er soll auch den Katharinenkult im Bistum eingeführt haben. Zur Feier des Sieges über die Meinhövel und ihre Verbündeten stiftete er das Fest Victoria sancti Pauli, das bis ins 18. Jahrhundert hinein gefeiert wurde.
Ludolf förderte das Klosterwesen durch die Unterstützung der Gründung des Zisterzienserinnenklosters Marienborn. Dieses stattete er mit Rechten und Besitzungen aus. Auch die Gründung des Klosters Groß-Burlo unterstützte er. Auch Kloster Marienfeld wurde gefördert. Außerdem überließ er dem Deutschen Orden in Münster Gelände für die Anlage der Kommende Münster. Dass Ludolf 1240 dem Stift Freckenhorst die Augustinerregel gab, zeigt sein Interesse an der Reform der Frauenklöster.
Begraben wurde Ludolf im Dom zu Münster beim Primaltar vor dem Chor. Das Grab wurde im 18. Jahrhundert beschädigt.